# Миролюбівська сільська рада (Нововоронцовський район)
Миролю́бівська сільська́ ра́да — адміністративно-територіальна одиниця та орган місцевого самоврядування в Нововоронцовському районі Херсонської області. Адміністративний центр — село Миролюбівка.

## Загальні відомості
Миролюбівська сільська рада утворена в 1918 році.
- Територія ради: 280 км²
- Населення ради: 1 005 осіб (станом на 2001 рік)

## Історія
Іванівська — 1918 року, Миролюбівська — 1964 року.

## Населення
Згідно з переписом УРСР 1989 року чисельність наявного населення сільської ради становила 1069 осіб, з яких 517 чоловіків та 552 жінки.
За переписом населення України 2001 року в сільській раді мешкали 983 особи.

### Мова
Розподіл населення за рідною мовою за даними перепису 2001 року:
| Мова       | Відсоток |
| ---------- | -------- |
| українська | 96,72 %  |
| російська  | 2,99 %   |
| білоруська | 0,10 %   |

## Населені пункти
Сільській раді підпорядковані населені пункти:
- с. Миролюбівка
- с. Трудолюбівка

## Склад ради
Рада складалася з 15 депутатів та голови.
- Голова ради: Чібісов Микола Григорович
- Секретар ради: Крамаренко Тамара Андріївна

### Керівний склад попередніх скликань
| Прізвище, ім'я, по батькові | Основні відомості                                                                                          | Дата обрання | Дата звільнення |
| --------------------------- | --- | ------------ | --------------- |
| Чібісов Микола Григорович   | Сільський голова, 1951 року народження, освіта вища, член Соціал-демократичної партії України (об'єднаної) | 26.03.2006   | 31.10.2010      |
| Чібісов Микола Григорович   | Сільський голова, 1951 року народження, освіта вища, безпартійний                                          | 31.10.2010   |                 |

Примітка: таблиця складена за даними сайту Верховної Ради України

### Депутати
За результатами місцевих виборів 2010 року депутатами ради стали:

#### За суб'єктами висування
| Суб'єкт висування                                       | Кількість обраних депутатів | %    |
| ------------------------------------------------------- | --------------------------- | ---- |
| Партія регіонів                                         | 10                          | 71,4 |
| Політична партія Всеукраїнське об'єднання «Батьківщина» | 2                           | 14,3 |
| Комуністична партія України                             | 1                           | 7,1  |
| Народна партія                                          | 1                           | 7,1  |

#### За округами
| № округу                                                | Прізвище, ім'я, по батькові   | Дата визнання обраним | Освіта             | Партійна приналежність                        | Відомості про обраного депутата                                          |
| ------------------------------------------------------- | ----------------------------- | --------------------- | ------------------ | --------------------------------------------- | ------------------------------------------------------------------------ |
| Комуністична партія України                             |                               |                       |                    |                                               |                                                                          |
| 7                                                       | Діхтяренко Ніна Петрівна      | 01.11.2010            | вища               | позапартійна                                  | пенсіонер                                                                |
| Народна Партія                                          |                               |                       |                    |                                               |                                                                          |
| 9                                                       | Єгорова Світлана Іванівна     | 01.11.2010            | середня            | член Народної партії                          | тимчасово не працює                                                      |
| Партія регіонів                                         |                               |                       |                    |                                               |                                                                          |
| 1                                                       | Антоненко Любов Кондратівна   | 01.11.2010            | середня            | член Партії регіонів                          | тимчасово не працює                                                      |
| 2                                                       | Сагайдак Галина Броніславівна | 01.11.2010            | середня            | член Партії регіонів                          | МПП «Таврія», продавець                                                  |
| 4                                                       | Крамаренко Тамара Андріївна   | 17.01.2011            | вища               | член Партії регіонів                          | Сільська рада, секретар                                                  |
| 5                                                       | Колеснік Анатолій Вікторович  | 01.11.2010            | середня            | член Партії регіонів                          | тимчасово не працює                                                      |
| 8                                                       | Довгоненко Ірина Вікторівна   | 01.11.2010            | вища               | член Партії регіонів                          | Миролюбівська сільська рада, спеціаліст                                  |
| 10                                                      | Кондратюк Любов Олександрівна | 01.11.2010            | вища               | член Партії регіонів                          | приватне підприємство, продавець                                         |
| 11                                                      | Кошун Ніна Олександрівна      | 01.11.2010            | середня            | член Партії регіонів                          | тимчасово не працює                                                      |
| 12                                                      | Волкова Наталія Іванівна      | 01.11.2010            | середня спеціальна | член Партії регіонів                          | тимчасово не працює                                                      |
| 13                                                      | Сосідко Оксана Вікторівна     | 01.11.2010            | середня            | член Партії регіонів                          | тимчасово не працює                                                      |
| 14                                                      | Гергель Олена Сергіївна       | 01.11.2010            | вища               | позапартійна                                  | Любимівська загальноосвітня школа, заступник директора з виховної роботи |
| Політична партія Всеукраїнське об'єднання «Батьківщина» |                               |                       |                    |                                               |                                                                          |
| 3                                                       | Гуслик Олександр Іванович     | 01.11.2010            | середня            | член Всеукраїнського об'єднання «Батьківщина» | тимчасово не працює                                                      |
| 6                                                       | Єрмолаєв Сергій Олександрович | 01.11.2010            | середня            | член Всеукраїнського об'єднання «Батьківщина» | Миролюбівська загальноосвітня школа, електрик                            |